# Frauen Fussball Club Zuchwil 05
Il Frauen Fussball Club Zuchwil 05 è una società di calcio femminile di Zuchwil, nel Canton Soletta (Svizzera), fondata nel 2005.
Per la stagione 2015-2016 milita nella seconda serie nazionale, la Lega Nazionale B.

## Storia
La storia del club inizia nel 1970, con la fondazione del DFC Solothurn. Il club milita nella Prima Lega, massima serie nazionale, fino al 1981, anno della discesa in Seconda Lega. Il ritorno nell'élite avviene con il 2º posto ottenuto nel 1986. Dopo 3 stagioni consecutive in massima serie, nel 1989 la squadra affronta una nuova retrocessione; non essendovi la LNB, il club scende in Prima Lega.
Nel 1990, dopo una stagione di Prima Lega con il vecchio nome di DFC Solothurn, il club diventa DFC Zuchwil. Nel 1993 la squadra scende in Seconda Lega, ma risale immediatamente al livello superiore. Nel 1996 il primo posto in Prima Lega garantisce la promozione in LNB. Nel 1999 lo Zuchwil vince il campionato di LNB e viene promosso in LNA. Nel 2004 il club si piazza al secondo posto assoluto.
Il 13 marzo 2005 il club assume l'attuale denominazione di FFC Zuchwil; nel 2006 raggiunge nuovamente il secondo posto in campionato, ma conquista anche la Coppa di Lega. Nel 2007 vince il titolo nazionale.

## Rosa 2009-2010
| N. |                     | Ruolo | Calciatrice          |
| -- | ------------------- | ----- | -------------------- |
| 1  | Svizzera (bandiera) | P     | Nina Roschi          |
| 23 | Svizzera (bandiera) | P     | Fabienne Kohler      |
| 24 | Svizzera (bandiera) | P     | Dana Scherrer        |
| 2  | Svizzera (bandiera) | D     | Mariangela Gianforte |
| 3  | Svizzera (bandiera) | D     | Miriam Stampfli      |
| 5  | Svizzera (bandiera) | D     | Andrea Vögeli        |
| 18 | Svizzera (bandiera) | D     | Salome Barrer        |
| 6  | Svizzera (bandiera) | C     | Dania Trüssel        |
| 7  | Svizzera (bandiera) | C     | Michelle Probst      |

| N. |                     | Ruolo | Calciatrice        |
| -- | ------------------- | ----- | ------------------ |
| 10 | Svizzera (bandiera) | C     | Tamara Zahnd       |
| 12 | Svizzera (bandiera) | C     | Stefanie Trachsel  |
| 13 | Svezia (bandiera)   | C     | Elin Jonsson       |
| 19 | Svizzera (bandiera) | C     | Seline Ehrenbolger |
| 22 | Svizzera (bandiera) | C     | Jasmine Imboden    |
| 9  | Germania (bandiera) | A     | Grit Lindemann     |
| 11 | Svizzera (bandiera) | A     | Tamara Zürcher     |
| 15 | Svizzera (bandiera) | A     | Valerie Zürny      |
| 16 | Italia (bandiera)   | A     | Sabrina Gatto      |

## Palmarès

### Competizioni nazionali
- Campionato svizzero: 1

2006-2007
- Coppa Svizzera: 1

2005-2006

### Altri piazzamenti
- Campionato svizzero:

Secondo posto: 2003-2004
Terzo posto: 2001-2002